# 베르누이의 렘니스케이트

베르누이의 렘니스케이트

기하학에서 베르누이의 렘니스케이트(영어: lemniscate of Bernoulli)는 거리가 2a인 두 초점F1 , F2가 주어졌을 때 곡선상의 각각의 점 P에 대해 PF1·PF2 = a2을 만족하는 평면곡선으로 정의된다. 이 곡선의 모양은 숫자 8 또는 기호 ∞와 유사하며 그 이름은 라틴어: lemniscus 렘니스쿠스[*]에서 유래했는데 이는 “펜던트 리본”이라는 뜻이다. 이 곡선은 카시니의 난형선의 특수한 경우이며 유리곡선이자 4차
대수 곡선이다.
- 이것의 직교좌표계상의 방정식은 :

{\displaystyle (x^{2}+y^{2})^{2}=2a^{2}(x^{2}-y^{2}).\,}
- 극좌표상에서는 : {\displaystyle r=a{\sqrt {2\cos(2\varphi )}}}

- 매개변수방정식으로는 : {\displaystyle x={\frac {a{\sqrt {2}}\cos(t)}{\sin(t)^{2}+1}};\qquad y={\frac {a{\sqrt {2}}\cos(t)\sin(t)}{\sin(t)^{2}+1}}}

렘니스케이트는 타원의 변형으로서 1694년 야코프 베르누이에 의해 처음 고안되었다. 타원은 두 초점으로부터 거리의 합이 일정한 곡선이다. 반면에, 카시니의 난형선은 두 초점으로부터 거리의 곱이 일정한 곡선이다. 이때 이 곡선이 두 초점의 중점을 지나는 경우가 바로 베르누이의 렘니스케이트이다.
이 렘니스케이트는 중심이 쌍곡선의 중심과 일치하는 반전원에 대한 쌍곡선의 반전형으로도 얻을 수 있다.

## 다른 방정식 표현들
렘니스케이트는 아래의 극좌표 방정식으로도 표현이 가능하다.
{\displaystyle r^{2}=2a^{2}\cos 2\theta \,}
또는 아래의 쌍극좌표계 방정식으로도 표현된다.
{\displaystyle rr'={\frac {a^{2}}{2}}}

## 미분

### x{\displaystyle x}에 대한y{\displaystyle y}의 함수로서
{\displaystyle {\frac {dy}{dx}}={\begin{cases}{\mbox{unbounded}}&{\mbox{if }}y=0{\mbox{ and }}x\neq 0\\\pm 1&{\mbox{if }}y=0{\mbox{ and }}x=0\\{\frac {x(a^{2}-x^{2}-y^{2})}{y(a^{2}+x^{2}+y^{2})}}&{\mbox{if }}y\neq 0\end{cases}}}
{\displaystyle {\frac {d^{2}y}{dx^{2}}}={\begin{cases}{\mbox{unbounded}}&{\mbox{if }}y=0{\mbox{ and }}x\neq 0\\0&{\mbox{if }}y=0{\mbox{ and }}x=0\\{\frac {3a^{6}(y^{2}-x^{2})}{y^{3}(a^{2}+2x^{2}+2y^{2})^{3}}}&{\mbox{if }}y\neq 0\end{cases}}}

### y{\displaystyle y}에 대한x{\displaystyle x}의 함수로서
{\displaystyle {\frac {dx}{dy}}={\begin{cases}{\mbox{unbounded}}&{\mbox{if }}2x^{2}+2y^{2}=a^{2}\\\pm 1&{\mbox{if }}x=0{\mbox{ and }}y=0\\{\frac {y(a^{2}+2x^{2}+2y^{2})}{x(a^{2}-2x^{2}-2y^{2})}}&{\mbox{else }}\end{cases}}}
{\displaystyle {\frac {d^{2}x}{dy^{2}}}={\begin{cases}{\mbox{unbounded}}&{\mbox{if }}2x^{2}+2y^{2}=a^{2}\\0&{\mbox{if }}x=0{\mbox{ and }}y=0\\{\frac {3a^{6}(x^{2}-y^{2})}{x^{3}(a^{2}-2x^{2}-2y^{2})^{3}}}&{\mbox{else }}\end{cases}}}

## 같이 보기
- 부스의 렘니스케이트
- 게로노의 렘니스케이트

## 참고 문헌
- J. Dennis Lawrence (1972). 《A catalog of special plane curves》. Dover Publications. ISBN 0-486-60288-5.